# Izalci Lucas
Izalci Lucas Ferreira (Araújos, 7 de abril de 1956) é um contador, professor e político brasileiro, filiado ao Partido Liberal (PL).
Antes de entrar na vida pública, foi líder sindical, época em que criou o cheque-educação, um programa que aproveita as vagas ociosas nas escolas particulares e as oferece para alunos carentes com um desconto que varia de acordo com a disponibilidade da escola e da capacidade de pagamento da família, que inspirou o Programa Universidade para Todos (ProUni).
Nas eleições de 2018, foi eleito senador pelo Distrito Federal.

## Carreira
Começou sua vida política em 1998 no PSDB do Distrito Federal. Candidatou-se a deputado distrital ficando na primeira suplência. Em 2002 se elegeu deputado distrital período em que foi convidado a assumir a Secretaria de Estado de Ciência e Tecnologia. Em 2006, candidatou-se a deputado federal ficando na primeira suplência. Novamente convidado, voltou a assumir a Secretaria de Ciência e Tecnologia do DF. Em 2010 foi eleito deputado federal e reeleito em 2014.
Foi um dos autores da Emenda Constitucional 85, também chamada de PEC da Inovação e presidiu a Comissão que aprovou o Marco Regulatório de Ciência, Tecnologia e Inovação (Lei 13.243/16). Presidiu também a Comissão Mista que ampliou o Programa Nacional de Acesso ao Ensino Técnico e Emprego (PRONATEC), com oferta de mais bolsas de estudos e aumento do número de instituições ofertantes. Participou como membro das comissões de Educação, Ciência e Tecnologia e da Comissão Mista do Orçamento (CMO), e da CPI da Petrobras. Na atual legislatura, é membro das Comissões de Educação; Ciência e Tecnologia; Fiscalização Financeira e Controle; Finanças e Tributação, e da CPI do CARF.
Apresentou um dos projetos denominados escola sem partido, o de nº 867/2015.
Votou a favor do Processo de impeachment de Dilma Rousseff. Posteriormente, votou a favor da PEC do Teto dos Gastos Públicos. Em abril de 2017, votou a favor da Reforma Trabalhista. 
Em agosto de 2017, votou pelo arquivamento da denúncia de corrupção passiva do presidente Michel Temer.

## Controvérsias

### Inquérito do MPF
Em 2016, o ministro do Supremo Tribunal Federal Edson Fachin autorizou a quebra dos sigilos fiscal e bancário de Izalci relativo aos anos de 2009 a 2011. A decisão foi tomada em inquérito instaurado pelo Ministério Público Federal (MPF) para investigar um suposto esquema de desvio de recursos públicos no Programa de Inclusão Digital, da Fundação de Apoio à Pesquisa do Distrito Federal (FAP/DF). Izalci se disse tranquilo quanto às investigações. 

### Gabinete com 85 assessores
Segundo reportagem do portal UOL, o senador Izalci Lucas possui (em junho de 2019) 85 assessores lotados em seu gabinete, sendo o recordista no Senado Federal. Para efeitos de comparação, o senador Reguffe (Sem partido/DF) possui 8 assessores, a senadora Leila Barros (PSB-DF) possui 23 assessores, o presidente do Senado Federal Davi Alcolumbre (DEM-AP) possui 26 assessores, o presidente da Câmara dos Deputados Rodrigo Maia (DEM-RJ) possui 21 assessores e o vice-presidente Hamilton Mourão 65 assessores (embora tenha direito de nomear até 140 assessores).

### Emendas parlamentares
Em 29 de julho de 2025, a Polícia Federal deflagrou a Operação Korban para investigar o desvio de recursos de emendas parlamentares destinadas para a realização de eventos de esportes digitais no Distrito Federal e no Espírito Santo. As investigações apuram irregularidades na execução de 15 milhões de reais repassados à Associação Moriá, de Brasília, para eventos de games estudantis entre 2023 e 2024. Segundo as investigações, um contador, que tem ligações com o senador Izalci Lucas, está entre os investigados na ação. Izalci é um dos responsáveis por enviar emendas para a associação Moriá e não foi alvo da operação do dia 29 de julho.